# Andrij Stadnik
Andrij Volodymyrovyč Stadnik (in ucraino Андрій Володимирович Стаднік?; 15 aprile 1982) è un lottatore ucraino, specializzato nella lotta libera.

## Palmarès

### Olimpiadi
- 1 medaglia:
  - 1 argento (Pechino 2008 nei 66 kg)

### Europei
- 1 medaglia:
  - 1 oro (Vilnius 2009 nei 66 kg)